# Hafner H.8 Rotachute
Le Hafner H.8 Rotachute était un autogire planeur (en anglais : « rotor kite ») expérimental monoplace britannique des années 1940, conçu par Raoul Hafner (en).

## Contexte
Le Rotachute, mélangeant les concepts de voilure tournante et de parachute, était l'ultime développement d'un concept imaginé par Raoul Hafner, un ingénieur autrichien qui s'était spécialisé dans la conception de voilures tournantes et avait émigré vers le Royaume-Uni en 1933 pour continuer ses travaux de recherche et développement. En 1940, il proposa l'utilisation d'un autogire planeur (en anglais : « rotor kite ») monoplace à la place d'un parachute, afin d'envoyer un soldat avec précision sur un champ de bataille. La proposition fut présentée au Ministère de l'Air britannique, à la lumière d'un manque de soie disponible pour la fabrication de parachutes. Hafner fut brièvement interné en tant qu'étranger, mais fut relâché afin de prouver la faisabilité d'une telle idée au Central Landing Establishment (en) sur la base aérienne de Ringway (en).
En octobre 1940, les travaux débutèrent sur la conception et la construction de systèmes de rotors et de modèles réduits de rotor kites. Les premières maquettes furent construites en bois et tissu, lestées pour représenter un pilote, et avaient un diamètre rotor d'environ 91 cm. Elles furent testées avec succès en étant lancées à la main, mais étaient victimes d'oscillations et manquaient d'autorotation lorsqu'elles étaient larguées depuis un avion en altitude. La troisième évolution, désignée M.3, disposait de pales de rotor en métal puis, après plusieurs modifications, réalisa avec succès le premier lancement et la première descente depuis un Tiger Moth. D'autres améliorations et d'autres tests furent réalisés jusqu'en février 1941. La dixième évolution de la maquette — désignée M.10 — disposait de rotors en bois équilibrés, d'un ballast de 45 kg et d'un diamètre rotor de 3,05 m. Le 14 mars 1941, la maquette M.10 fut lancée depuis les airs avec succès depuis un Boulton & Paul Overstrand,.

## Conception et développement
La conception de la machine pilotée connue sous le nom de « Rotachute », également désignée « Hafner H.8 », découla des travaux effectués de novembre 1940 au milieu de l'année 1941. En septembre 1941, le Central Landing Establishment fut renommé Airborne Forces Establishment. Le concept Rotachute Mark I comprenait initialement une structure tubulaire en acier avec un siège, un mat de rotor monté sur supports en caoutchouc, une colonne de contrôle pendante, un train d'atterrissage à skis et un carénage arrière auto-gonflant fait de tissu impregné de gomme et incluant la section de queue de l'appareil. Les deux pales de rotor, construites en bois, pouvaient assurer les fonctions de battement et de direction grâce à des charnières installées sur le mat de rotor. Des repose-pieds fixes étaient installés, auxquels s'ajoutaient des rangements sous le siège pour y loger l'armement du soldat, tel un fusil-mitrailleur BREN.
La colonne de contrôle offrait un contrôle sur deux axes, le tangage et le roulis, les virages étant effectués en contrôlant habilement les mouvements effectués en roulis. La Specification no 11/42 du Ministère de l'Air fut publiée rétrospectivement pour décrire toutes les caractéristiques de l'engin. Le Ministère de la Production aéronautique (Ministry of Aircraft Production) sous-traita la production de pièces à des sociétés spécialisées, incluant F. Hills and Sons, Airwork General Trading, Dynaflex, Dunlop et H. Morris & Co. Quelques essais de rotors à taille réelle furent effectués grâce à un châssis pivotant installé sur un camion-plateau Ford, et des cellules à taille réelle non-pilotées furent utilisées pour des essais au sol et en vol,.

## Histoire opérationnelle
Les essais du Rotachute Mark I débutèrent en janvier 1942, afin de déterminer les caractéristiques aérodynamiques de l'engin. Celui ci était alors installé sur le châssis fixé au camion, ce dernier recréant les conditions du vol vers l'avant lorsqu'il était en mouvement. Le 11 février 1942 le prototype du Rotachute — installé sur des roulettes — vola pour la première fois avec un pilote aux commandes, en étant tracté par une automobile Humbley à Ringway, après avoir lancé le rotor à la main. Le pilote était le Flight Lieutenant I. M. Little, qui possédait une bonne expérience du vol en autogire grâce à de nombreux vols effectués à bord d'Avro/Cierva C.30 Rota pour des travaux de calibration de radars. Il fut plus tard décoré de l'Air Force Cross. Lors de cet essai et d'un essai suivant, l'engin se retourna à l'atterrissage, causant des dommages aux pales mais ne blessant pas le pilote. Un test remorqué derrière un ballon de barrage et un essai en vol plus long depuis la base aérienne de Snaith furent tous-deux plus réussis. La section de queue flexible n'offrait évidemment qu'une stabilité directionnelle médiocre, ce qui mena à la conception du Rotachute Mark II, disposant d'une queue plus longue renforcée par des câbles et des entretoises en bois. Il disposait également de deux roues d'atterrissage sous son centre de gravité,.
Le 15 février 1942, l'unité fut à nouveau réorganisée, afin de former l'Airborne Forces Experimental Establishment (en) (AFEE), toujours basé à Ringway. La section dédiée aux voilures tournantes de l'AFEE continua à mener des essais sur des pistes plus longues à l'occasion de détachements sur les bases aériennes de Snaith et Chelveston (en). Le 29 mai 1942, le premier vol du Rotachute Mark II fut réalisé, l'engin étant remorqué derrière une Jeep, puis de nombreux autres vols d'essais tractés furent effectués avec succès. Pendant ce temps-là, le Mark III avait été construit, celui-ci recevant une section de queue en bois recouvert de toile et dotée d'une dérive rigide. À partir du 2 juin 1942, le Rotachute Mark III effectua des vols d'essais à des altitudes atteignant 100 pieds (30,5 m) en étant tracté par une Jeep, avec des longueurs de câble atteignant les 300 pieds (91,4 m). À partir du 9 juin, il fut possible de réaliser des « lâchers » en vol alors que l'engin était remorqué,.
À partir du 17 juin 1942, un Rotachute Mark III fut remorqué en l'air par un Tiger Moth équipé d'un câble de 90 m. Après deux vols tractés, le Rotachute fut largué à une altitude de 60 m et réalisa le premier vol libre piloté et le premier atterrissage contrôlé. D'autres vols libres furent réalisés, depuis des altitudes allant jusqu'à 1 190 m. Le 1er juillet 1942, l'AFEE déplaça sa base principale de Ringway vers Sherburn-in-Elmet (en). Le Rotachute Mark IV améliora encore sa stabilité directionnelle en recevant des plaques additionnelles aux extrémités de son empennage rigide,.
Bien que le concept du Rotachute se soit montré réussi et pratique, la nécessité opérationnelle pour une telle machine ne se matérialisa jamais. Environ huit exemplaires furent construits, la plupart étant progressivement convertis aux standards Mark III puis Mark IV. Ils continuèrent à être utilisés dans des essais au sol et en vol jusqu'à la fin de l'année 1943, afin d'effectuer des recherches sur les caractéristiques de vol d'un projet suivant, le Rotabuggy. Ce dernier était un véhicule terrestre doté de caractéristiques d'autogire, qui pouvait être remorqué par un avion jusqu'au champ de bataille,.

## Exemplaire préservé

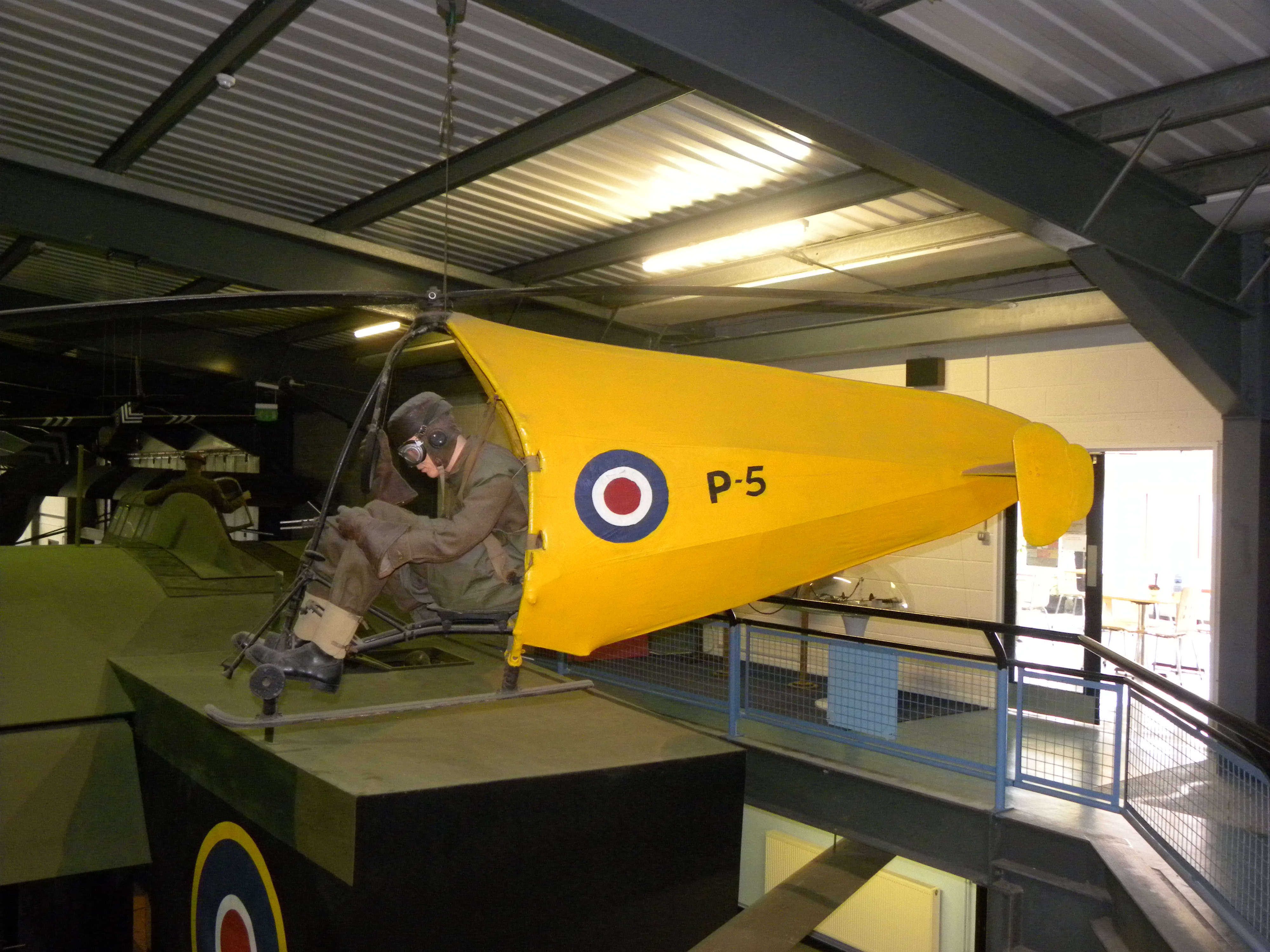
Le Rotatchute Mark IV exposé au Museum of Army Flying.

Le cinquième exemplaire (P-5) était un Rotatchute Mark III, converti en 1943 en Rotatchute Mark IV. Il est actuellement exposé au Museum of Army Flying (en), à Middle Wallop, dans le Hampshire, en Angleterre,.

## Spécifications techniques (Rotachute Mark III)
Données de « Nothing Ventured... »
Caractéristiques générales
- Équipage : 1 pilote
- Longueur : 3 m
- Diamètre rotor principal : 4,6 m
- Hauteur : 1,5 m
- Surface du rotor principal : 16,4 m2
- Masse à vide : 34 kg
- Masse typique : 134 kg

 Performances 
- Vitesse maximale : 174 km/h

Armement

- Armement personnel du soldat

### Magazines
- (en) Philip Jarrett, « Nothing Ventured... No. 17 », Aeroplane Monthly,‎ août 1991, p. 470–476 (ISSN 0143-7240).